# Ingrid Schmidt (Schwimmerin)
Ingrid Schmidt (* 3. März 1945 in Rudolstadt, nach Heirat Ingrid Naue; † 6. August 2023 in Zimmern ob Rottweil) war eine Schwimmerin aus der DDR. Sie wurde 1960 Olympiadritte mit der Lagenstaffel.

## Werdegang
Sie stellte von 1959 bis 1963 insgesamt 14 DDR-Rekorde auf den Rückenstrecken auf. 1959, 1960, 1961 und 1963 wurde sie DDR-Meisterin auf der 100-Meter-Rückenstrecke, 1963 gewann sie auch die 200-Meter-Rückenstrecke. In Rom bei den Olympischen Spielen 1960 schwamm sie in der 4-mal-100-Meter-Lagenstaffel, die für die gesamtdeutsche Mannschaft Bronze gewann. Ingrid Schmidt, Ursula Küper und Bärbel Fuhrmann aus der DDR schwammen in dieser Staffel zusammen mit der BRD-Freistilspezialistin Ursel Brunner 4:47,6 Minuten, verpassten damit aber den Europarekord, den die DDR-Lagenstaffel kurz vorher auf 4:46,7 Minuten gestellt hatte. Allerdings wäre die Staffel auch mit der Europarekordzeit hinter den Staffeln der USA und Australiens ins Ziel gekommen.
1962 wurde sie mit der Lagenstaffel der DDR Europameisterin in neuer Weltrekordzeit von 4:40,1 Minuten. Für diese Leistung wurde die Lagenstaffel mit Ingrid Schmidt, Barbara Göbel, Ute Noack und Heidi Pechstein in der DDR zur Mannschaft des Jahres gewählt. Im selben Jahr erhielt sie den Vaterländischen Verdienstorden in Silber. Sie startete zuerst für die BSG Einheit Greiz und später für den SC DHfK Leipzig.

## Privates
Ingrid Schmidt wurde später Ärztin und siedelte 1984 in die Bundesrepublik über.